# یواس‌اس یورک‌تان (پی‌جی-۱)
یواس‌اس یورک‌تون (پی‌جی-۱) (به انگلیسی: USS Yorktown (PG-1)) یک کشتی بود که طول آن ۲۴۴ فوت ۵ اینچ (۷۴٫۵۰ متر) بود. این کشتی در سال ۱۸۸۸ ساخته شد.